# Койтмаа, Виллем-Хенрик
Виллем-Хенрик Койтмаа (также Вильям-Хенрик Койтмаа; эст. Villem-Henrik Koitmaa; 10 марта 1990, Таллин, Эстонская ССР, СССР) — эстонский хоккеист, вратарь.

## Карьера
Начинал свою карьеру в чемпионате Эстонии. Уже в 15 лет он был заявлен за взрослую команду «Старз». В 18 лет Койтмаа уехал в Финляндию. В течение трех лет вратарь защищал ворота нескольких клубов, представлявших низшие финские лиги. С 2011 по 2014 год Койтмаа играл в эстонском «Пантере». Позднее он перебрался в «Викинг». В сезоне 2015/16 вратарь выступал в Великобритании за «Милтон-Кинс Тандер».
Параллельно с карьерой игрока занялся тренерской деятельностью. Некоторое время Койтмаа работал с вратарями юниорских и молодежной сборной страны, а с 2022 года он входит в штаб финского клуба ФПС.

## Сборная
За сборную Эстонии по хоккею с шайбой Вильям-Хенрик Койтмаа вызывается с 18 лет. Он становился неоднократным участником Чемпионатов мира по хоккею в первом и втором дивизионах.

## Достижения
- Эстонская хоккейная лига:
  - Победитель (1) : 2014.